# Luna de miel

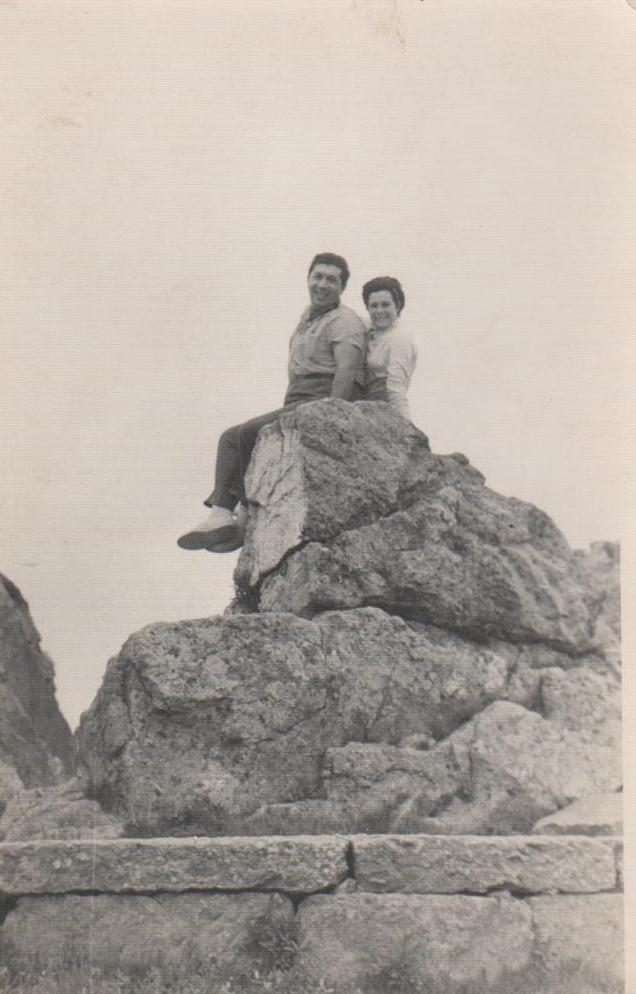
Recién casados durante su luna de miel en España.

La luna de miel es una vacación tomada por una pareja de recién casados tras su boda para celebrar su matrimonio. La Real Academia Española la define como una «Temporada de intimidad conyugal inmediatamente posterior al matrimonio».Típicamente toma la forma de un viaje a destinos considerados exóticos o románticos, ya sea al extranjero o por su tierra, para disfrutar en pareja.En un contexto similar, el término puede referirse también a la fase en la relación de una pareja—casada o no—que existe antes de que se acostumbren a la vida cotidiana juntos.

## Etimología
Aunque el término «luna de miel» se utiliza en castellano desde hace al menos un siglo, no es seguro cuándo se popularizó. Como ocurre en muchos otros idiomas (p. ej., el francés) el término es muy probablemente un calco del inglés honeymoon, que apareció por primera vez en un texto publicado en 1546, Dialogue Prouerbes Eng. Tongue del escritor inglés John Heywood, donde aparece como «hony moone». Se refiere al periodo inmediatamente posterior a la boda, que es caracterizado por el amor y la felicidad. Es posible que la palabra aluda a «la idea de que el primer mes (o «primera luna») del matrimonio es el más dulce».
La palabra evoca la dulzura de hacer el amor, al igual que el vocativo tierno «honey» (miel), con el que los amantes se llaman mutuamente en ese idioma al menos desde la época de Shakespeare.Sin embargo, es posible también que originalmente el término se refiriera al inevitable declive del amor, como una fase de la luna.
Según cierta tradición, la expresión luna de miel es una metáfora del consumo de sustancias edulcorantes por los cónyuges antes, durante y después de las ceremonias matrimoniales: hidromiel en los pueblos germánicos, azúcar entre los hindúes y chinos y miel en el antiguo Egipto. Se creía que estas sustancias tenían propiedades afrodisíacas, favorecían la fertilidad o traían buena suerte a los recién casados. Estas teorías sobre el origen del término han, sin embargo, sido puestas en cuestión.
El primer uso escrito del término para referirse al viaje o vacación tras la boda apareció en 1791 en una colección de historias populares alemanas escrita por Johann Karl August Musäus, donde se dice «La pareja recién casada pasó su luna de miel en Augsburgo, en felicidad mutua y placeres inocentes, como el primer par de humanos en el jardín del Edén».

## Historia

### Cultura babilónica
Hace más de 4000 años era costumbre en la cultura babilónica (actual Irak) que, durante un mes después de la boda, el padre de la novia proveyera a su yerno con todo el hidromiel (otras fuentes dicen que era cerveza de miel) que pudiese tomar.[cita requerida] Como el calendario babilonio estaba basado en fases lunares, este período fue llamado «luna de miel».[cita requerida]

### Antigua Roma
La madre de la novia tenía que dejar una vasija con miel en el dormitorio donde iban a dormir los novios en su noche de bodas.[cita requerida] La miel también era considerada un vivificante de la fertilidad. En algunos casos se ampliaba a un mes aproximadamente.[cita requerida]

### Teutones
Los teutones, antiguo pueblo que vivía en la actual Alemania, celebraban sus bodas sólo bajo la luna llena. Después de la celebración, los novios tenían que beber un licor de miel durante 30 días para asegurarse una vida dulce y una familia prolífica.[cita requerida]

### En la Iglesia católica
La Iglesia católica también aceptó esta costumbre,[cita requerida] ya que por tradición la miel era el símbolo del casamiento por tratarse de un alimento incorruptible, que se vuelve mucho más dulce a medida que transcurre el tiempo. Una metáfora perfecta del ideal de matrimonio cristiano.

### En la Edad Moderna
En el siglo XVI, las parejas recién casadas que quisieran tener un varón, debían beber hidromiel durante todo el mes lunar siguiente a su boda.[cita requerida] De aquí hemos heredado la expresión actual de «luna de miel».[cita requerida]
La costumbre en la cultura occidental y en la de algunos países occidentalizados de que los recién casados se vayan de vacaciones juntos tiene su origen en la Gran Bretaña de principios del siglo XIX. Parejas de clase alta hacían un «viaje nupcial», a veces acompañadas de amigos o familiares, para visitar a los parientes que no habían podido asistir a la boda. La práctica se extendió pronto al continente europeo y en Francia se conoció como voyage à la façon anglaise («viaje a la inglesa»), a partir de la década de 1820.
La luna de miel en sentido moderno—un viaje puramente vacacional emprendido por la pareja—se generalizó durante la Belle Époque,a finales del siglo XIX, como uno de los primeros ejemplos de turismo de masas moderno.
Según algunas fuentes, la luna de miel es una reliquia del matrimonio por secuestro, basado en la práctica de que el marido se escondiera con su esposa para evitar represalias de parte de los parientes, con la intención de que la mujer quedara embarazada antes de que acabara el mes.
El propósito moderno de la luna de miel varía según la cultura. En el caso de los matrimonios concertados, la luna de miel es un momento para que la pareja se conozca. Para algunas culturas, es el momento de intimar sexualmente. En otras culturas, el objetivo de la luna de miel es principalmente relajarse, crear una experiencia memorable para la pareja y adaptarse a la vida matrimonial.
Según el Informe Global sobre Bodas 2023 realizado por The Knot, entre los 15 países encuestados, una media del 75% de las parejas se fueron de luna de miel. Las lunas de miel son más populares en los países europeos, mientras que menos de la mitad de las parejas encuestadas de la India se fueron de luna de miel. Los lugares preferidos por muchas parejas fueron complejos turísticos playeros.

## Consideraciones legales
En España, según el Estatuto de los Trabajadores artículo 37.3, al trabajador le corresponden quince días de permiso retribuido: «el trabajador, previo aviso y justificación, podrá ausentarse del trabajo, con derecho a remuneración, por alguno de los motivos y por el tiempo siguiente: quince días naturales en caso de matrimonio».